# Domenico Cucci
Domenico Cucci né en 1635 à Todi (province de Pérouse en Italie) et mort à Paris en 1704 est un ébéniste et graveur de pierre semi-précieuse italien naturalisé français. Il a participé à la décoration du Château de Versailles.

## Biographie
Originaire d'Ombrie, Domenico Cucci s'installa en France en 1660 et travailla à la manufacture de meubles des Gobelins. Il décora somptueusement la Petite Galerie du château de Versailles, de meubles avec incrustation de pierres semi-précieuses, de bronze et de cuivre. Il réalisa pour la Galerie d'Apollon, un trône d'argent pour Louis XIV.
Sa fille Madeleine Cucci épousa le sculpteur Sébastien Slodtz.